# إستفان غالي
إستفان غالي (مواليد 5 يوليو 1943) هو ملاكم مجري، مثّل بلاده في الألعاب الأولمبية الصيفية 1968.

## روابط خارجية
إستفان غالي على موقع أوليمبيديا (الإنجليزية)